# Lilli Zickerman
Emma Carolina Helena (Lilli) Zickerman, född den 29 maj 1858 i Skövde, död den 5 september 1949 i Stockholm, var en svensk textilkonstnär, hemslöjdspionjär och initiativtagare till bildandet av Föreningen för Svensk Hemslöjd 1899.

## Biografi
Lilli Zickerman var dotter till apotekaren Carl Peter Zickerman och Hedvig Malmgren samt bror till Carl Johan Henrik Tage Zickerman. Hon studerade vid Handarbetets vänners sy- och vävskola och tilldelades ett statligt resestipendium 1893 som hon utnyttjade 1896 genom studier i främmande länders textilkonst vid Kensingtonmuseet i London. Efter studierna drev hon en broderiaffär i Skövde 1887–1897 där hon bland annat sålde egna mönsterkompositioner. Hon medverkade i 1897 års allmänna konst- och industriutställning i Stockholm 
Under många år från 1908 drev hon i samarbete med Märta Måås-Fjetterström en textilateljé och vävskola i Vittsjö för hemvävda mattor i ett försök att motarbeta den stora importen av orientaliska mattor.
Den stora inventeringen av den svenska textila allmogekonsten som inleddes med Zickermans resor 1914–1931 blev hennes stora livsverk. På ett stort antal resor i landet fotograferade hon och tecknade av textil konst i form av färgskisser som finns bevarade i form av 25 000 planscher vid Nordiska museet. Delar av materialet utgavs i bokform. Hon var med om att formulera den svenska hemslöjdens mål och riktlinjer, dess ideologi och verksamhetsformer och var medlem i 1912 års hemslöjdskommitté som 1917 utgav ett sedermera berömt betänkande som för att hedra Zickerman kallas den svenska hemslöjdens bibel. Hon tilldelades Litteris et artibus 1914, Illis Quorum 1924 och Svenska hemslöjdsföreningarnas guldmedalj 1945.  
Av hennes planerade bokutgivning av dokumentationen kom dock bara ett band ut, den första delen: Sveriges folkliga textilkonst:Rölakan, 1937. År 2010 startade hemslöjdsrörelsen en sajt om handgjort skapande i hennes namn, Zickermans Värld.
Lilli Zickerman är begravd på Sankt Sigrids kyrkogård i Skövde.